# Громово (станция, Октябрьская железная дорога)
Гро́мово (фин. Sakkola) — железнодорожная станция Санкт-Петербургского региона Октябрьской железной дороги, расположена в 10 километрах от одноимённого посёлка, в Приозерском районе Ленинградской области, в 102 километрах от Санкт-Петербурга, между платформами Лосево и Суходолье. Электрифицирована в 1975 году в составе участка Сосново — Приозерск.
На станции останавливаются все электропоезда (иногда на станции происходит их разъезд). Ранее на станции останавливался и пассажирский поезд № 349/350 Санкт-Петербург — Костомукша.

## Описание
На станции 3 пути, уложенные в виде парка-трапецоида. Между первым и вторым путём расположена островная платформа, состоящая из двух частей: высокой и низкой. Высокая часть платформы способна принимать электропоезда стандартной длины. С восточной стороны станции расположено отремонтированное здание вокзала с залом ожидания и билетными кассами. Также на станции имеется подъездной путь, начинающийся из южной горловины станции, а также погрузочно-разгрузочная эстакада (рампа?[уточнить]), путь к которой начинается из северной горловины. Имеется также грузовая платформа[неизвестный термин].

## Фотогалерея

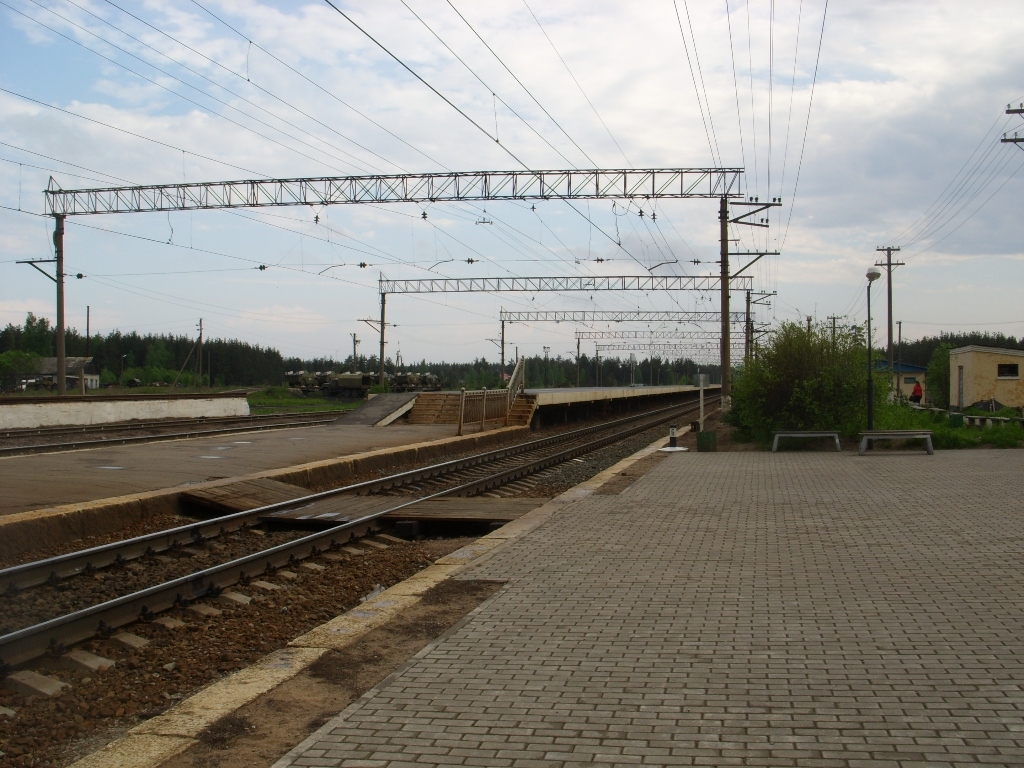
Высокая и низкая части платформы
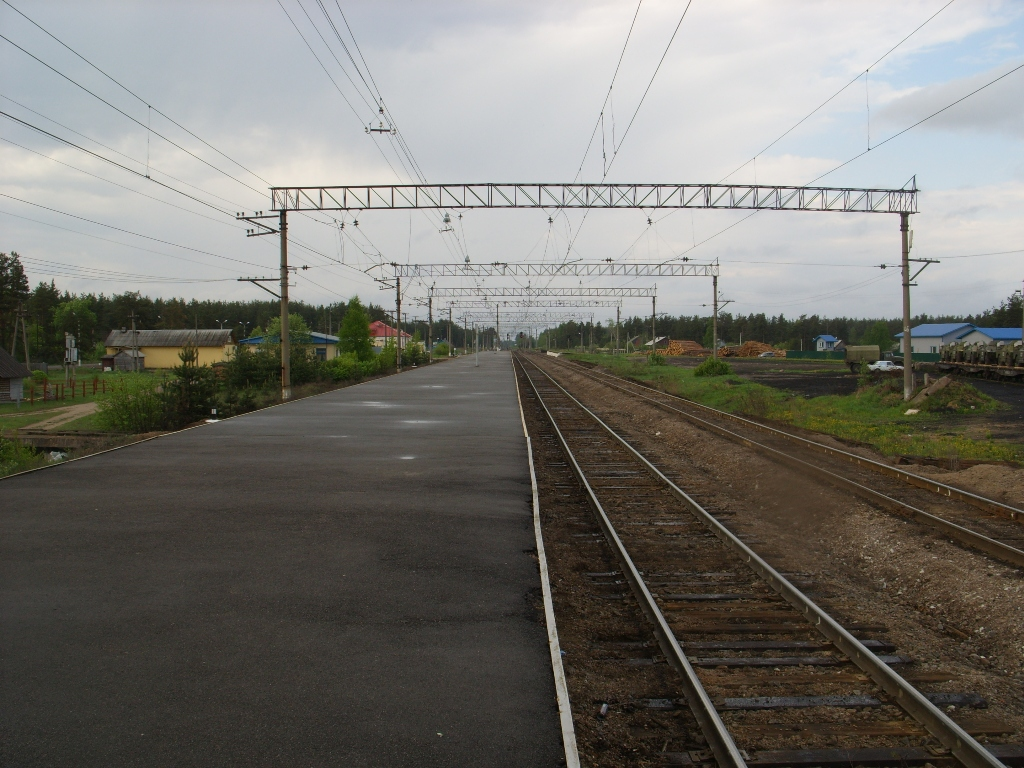
Вид на юг
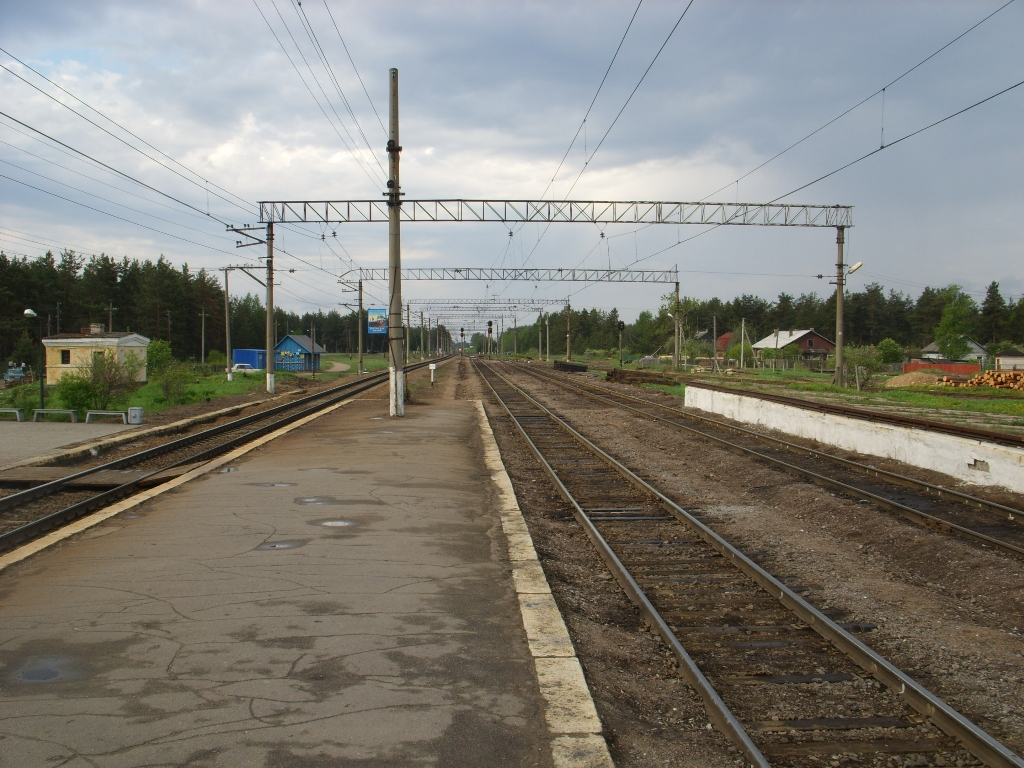
Вид на южную горловину
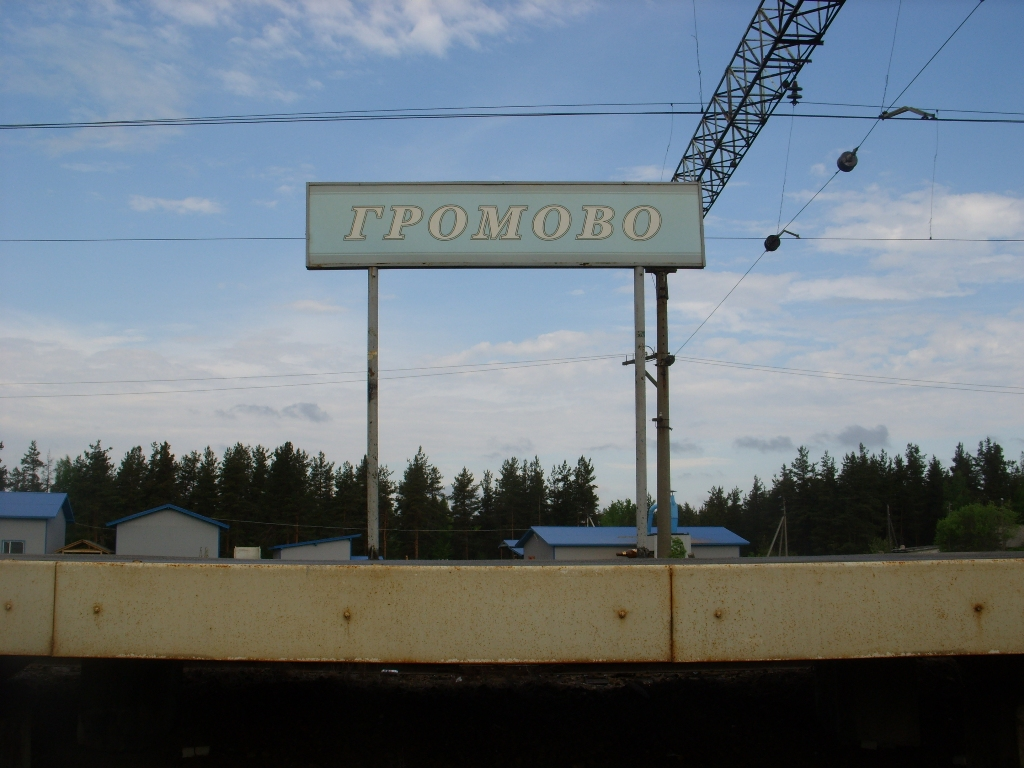
Указатель нового типа